# 9e cérémonie des Detroit Film Critics Society Awards
La 9e cérémonie des Detroit Film Critics Society Awards (DFCS Awards), décernés par la Detroit Film Critics Society, a eu lieu le 14 décembre 2015, et a récompensé les films réalisés dans l'année.

## Palmarès

### Meilleur film
- Spotlight
  - Brooklyn
  - Mad Max: Fury Road
  - Sicario
  - The Revenant
  - Vice-versa (Inside Out)
  - Youth

### Meilleur réalisateur
- George Miller pour Mad Max: Fury Road
  - John Crowley pour Brooklyn
  - Alejandro González Iñárritu pour The Revenant
  - Tom McCarthy pour Spotlight
  - Paolo Sorrentino pour Youth

### Meilleur acteur
- Michael Caine pour Youth
  - Christopher Abbott pour James White
  - Leonardo DiCaprio pour The Revenant
  - Michael Fassbender pour Steve Jobs
  - Tom Hardy pour Legend

### Meilleure actrice
- Saoirse Ronan pour Brooklyn
  - Cate Blanchett pour Carol
  - Brie Larson pour Room
  - Jennifer Lawrence pour Joy
  - Bel Powley pour The Diary of a Teenage Girl

### Meilleur acteur dans un second rôle
- Liev Schreiber pour Spotlight
  - Paul Dano pour Love and Mercy
  - Benicio del Toro pour Sicario
  - Oscar Isaac pour Ex Machina
  - Jacob Tremblay pour Room

### Meilleure actrice dans un second rôle
- Alicia Vikander pour Danish Girl
  - Jennifer Jason Leigh pour Les Huit Salopards (The Hateful Eight)
  - Cynthia Nixon pour James White
  - Kristen Stewart pour Sils Maria (Clouds of Sils Maria)
  - Alicia Vikander pour Ex Machina

### Meilleure distribution
- Spotlight
  - Les Huit Salopards (The Hateful Eight)
  - Joy
  - The Big Short : Le Casse du siècle (The Big Short)
  - Vice-versa (Inside Out)

### Révélation de l'année
- Alicia Vikander pour Ex Machina
  - Sean S. Baker pour Tangerine
  - Emory Cohen pour Brooklyn
  - Bel Powley pour The Diary of a Teenage Girl
  - Jacob Tremblay pour Room

### Meilleur scénario
- Spotlight - Josh Singer et Tom McCarthy
  - Vice-versa (Inside Out) - Pete Docter, Meg LeFauve et Josh Cooley
  - Brooklyn - Nick Hornby
  - The Big Short : Le Casse du siècle (The Big Short) - Charles Randolph, Adam McKay
  - Les Huit Salopards (The Hateful Eight) - Quentin Tarantino

### Meilleur film documentaire
- Amy
  - Best of Enemies
  - Going Clear: Scientology and the Prison of Belief
  - Listen To Me Marlon
  - The Look of Silence